# Ключ 39
| 子                     | 子                    | 子                    |
| ---------------------- | --------------------- | --------------------- |
| 38                     | 39                    | 40                    |
| Піньінь:               | zǐ                    | zǐ                    |
| Чжуїнь:                | ㄗˇ                   | ㄗˇ                   |
| Вейд-Джайлз:           | tzu3                  | tzu3                  |
| Ютпхін:                | zi2                   | zi2                   |
| Он:                    |                       |                       |
| Кун:                   |                       |                       |
| Кандзі:                | 子偏 kohen            | 子偏 kohen            |
| Хун:                   | 아들, 알 · adeul, ssi | 아들, 알 · adeul, ssi |
| Им:                    | 자 ja                 | 자 ja                 |
| Індекс у Вікісловнику: | 子                    | 子                    |

Ключ 39 — ієрогліфічний ключ, що означає дитина або насінина і є одним із 31 (загалом існує 214) ключа Кансі, що складаються з трьох рисок.
У Словнику Кансі 83 символ із 40 030 використовує цей ключ.

## Символи, що використовують ключ 39

Як писати ієрогліф.

| кількість рисок | ієрогліфи                  |
| --------------- | -------------------------- |
| без додаткових  | 子 孑 孒 孓                |
| 1 додаткова     | 孔                         |
| 2 додаткові     | 孕                         |
| 3 додаткові     | 孖 字 存 孙                |
| 4 додаткові     | 孚 孛 孜 孝 孞 斈          |
| 5 додаткових    | 孟 孠 孡 孢 季 孤 孥 学 孧 |
| 6 додаткових    | 孨 孩 孪                   |
| 7 додаткових    | 孫 孬 孭                   |
| 8 додаткових    | 孮 孯 孰 孲                |
| 9 додаткових    | 孱                         |
| 10 додаткових   | 孳 孴 孶                   |
| 11 додаткових   | 孵 孷                      |
| 13 додаткових   | 學 孹                      |
| 14 додаткових   | 孺 孻                      |
| 16 додаткових   | 孼                         |
| 17 додаткових   | 孽 孾                      |
| 19 додаткових   | 孿                         |